# 241 Est 241002 à 241041 et 241 État 241-001 à 241-049
Les locomotives à vapeur 241-002 à 241-041 étaient les machines de série issues de la mise au point de la 41001 (future : 1-241 A 1) après que ses insuffisances furent corrigées.

## Description
Ces machines reprenaient la même conception mais avec des petites différences :
- sablière faisant corps avec le deuxième dôme
- axe de cheminée en retrait de 320 mm par rapport à l'axe du bogie du fait du raccourcissement de la boîte à fumées
- empattement plus long de 200 mm

Des modifications seront apportées à la série et à la 41001 du fait des travaux d'André Chapelon entre 1933 et 1948 :
- refonte du circuit vapeur
- augmentation des lumières aux cylindres HP et remplacement de ceux-ci par des cylindres en acier moulé
- remplacement des distributeurs BP
- réduction des cylindres HP
- remplacement de l'échappement par un trèfle à 6 jets du type « Bourges »
- mise en place de réchauffeurs d'eau de type « ACFI » pour 28 locomotives
- mise en place de réchauffeurs d'eau de type « Worthington » pour 3 locomotives
- mise en place de 2 types d'écrans pare-fumées de grandes tailles sauf sur la 41001 qui gardera les siens de petite taille
- renforcement des bielles du mouvement BP
- remplacement du foyer par un en acier soudé
- application du T.I.A. en 1941

De plus, la pression de la chaudière a été augmentée à 20 hPz, mais la limite en service fut de 18 hPz sauf sur la 41001.
La 1-241 A 7 était la seule de la série à avoir un échappement double. Par contre quelques ex-État avaient un échappement de type « Kylchap » 1K/1T.

## Utilisation et services

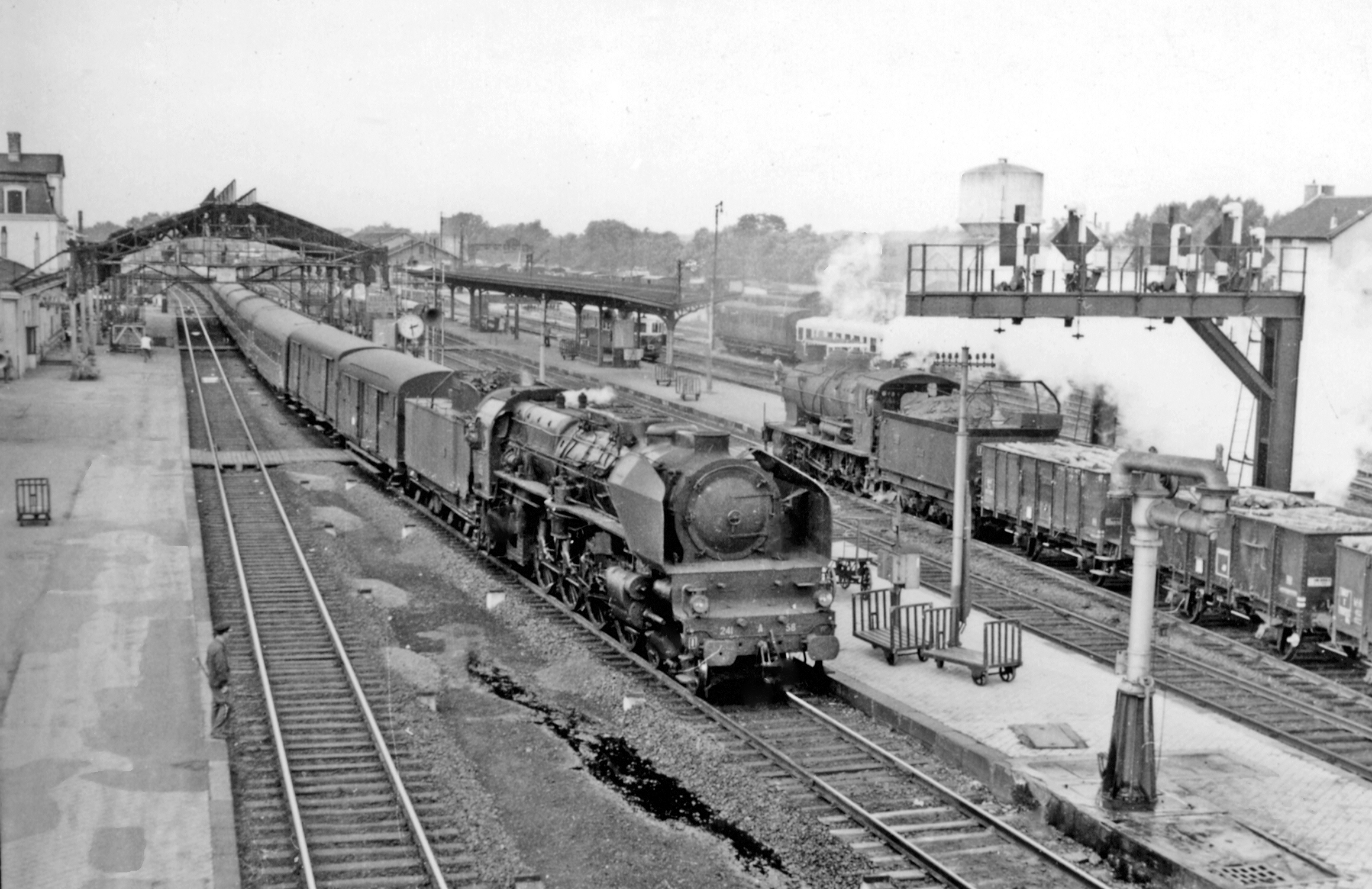
Un express tracté par une 241 A en gare de Châlons-sur-Marne en 1958.

Elles furent classées série 13 par la Compagnie des chemins de fer de l'Est. Dès leur livraison ces machines furent affectées à des dépôts de vitesse du réseau à savoir : la Villette, Troyes et Chaumont. Fierté de la Compagnie des chemins de fer de l'Est elles prirent en charge les trains lourds express sur les grandes lignes du réseau jusqu'à l'arrivée de machines plus performantes. On les retrouva dès lors dans d'autres dépôts tels que Bar-le-Duc ou Strasbourg. Pourtant si, lorsqu'elles sortirent, elles répondirent aux attentes mis en elles, elles furent dépassées par des machines contemporaines ou à peine plus jeunes du fait de mauvaises études comme le démontrèrent les transformations appliquées suivant les principes d'André Chapelon. Malgré tout, elles ne remplirent pas totalement le cahier des charges pour lequel elles avaient été conçues.
La Compagnie des chemins de fer de l'État commanda de 1930 à 1932 une série de 49 machines identiques, immatriculées : 241-001 à 241-049. Ces machines partirent rejoindre leurs consœurs de l'Est dès 1937 pour dix d'entre elles et entre 1945 et 1948 pour le reliquat .
Deux locomotives donnèrent, en 1933 et sur les deux Compagnies exploitant ces locomotives, une mauvaise réputation à cette série :
- la 241017 dans la catastrophe entre Lagny-sur-Marne et Pomponne qui fut par la suite connue sous le pseudonyme de : La Charcutière.
- la 241-022 dans la catastrophe ferroviaire de Saint-Élier entre Conches-en-Ouche et La Bonneville-sur-Iton entraînant une limitation de leur vitesse limite à 90 km/h jusqu'à la résolution du problème lié au rappel du bogie, à l'insuffisance de rigidité du châssis et à la mauvaise inscription en courbe des 4 essieux moteur pour les causes de l'accident sur l'État.

Les deux locomotives furent réparées et reprirent du service.
À la formation de la SNCF ces machines prirent les immatriculations suivantes :
- ex-Est : 1-241 A 1 à 41 avec la 241 A 1 ex 41001.
- ex-État : 3-241 A 1 à 49 puis 1-241 A 42 à 90 après une période provisoire où 39 d'entre elles furent immatriculées 1-241 A 301 à 339 du fait de la présence de mêmes numéros.

Les 1-241 A 4, 12 et 20 ne sont plus présentes au sortir de la guerre; la 4 est resté en Allemagne et les 2 autres étaient trop endommagées pour reprendre du service. En 1952 eut lieu la première radiation, ce fut la 1-241 A 19; la dernière radiation fut prononcée le 18 février 1965 à l'encontre de la 1-241 A 65, qui servit ensuite encore de chaudière fixe pour le dépôt de Chaumont. Elle avait alors parcouru 1 435 000 km ce qui ne constitue pas le record pour cette série de machines, qui est de 2 115 000 km pour la 1-241 A 29 mais qui est déjà impressionnant comme tous les kilométrages de ces machines.

## Tenders
Les tenders accouplés furent les mêmes que pour la 41001 mis à part la 1-241 A 7 qui posséda le 36 A 1 contenant 36 m3 d'eau et 7 t de charbon pendant quelque temps. À la SNCF les ex-Est furent immatriculés 1-35 A 1 à 82 et les ex-État 3-35 A 1 à 49 puis 1-35 C 1 à 49. Ils contenaient 35 m3 d'eau et 7 t de charbon.
Les tenders État étaient équipés d'un pousseur de charbon actionné par un cylindre à vapeur, et d'une écope de prise d'eau en marche.

## Caractéristiques
motrice :
- Surface de grille : 4,43 m2
- Surface de chauffe : 223,2 m2

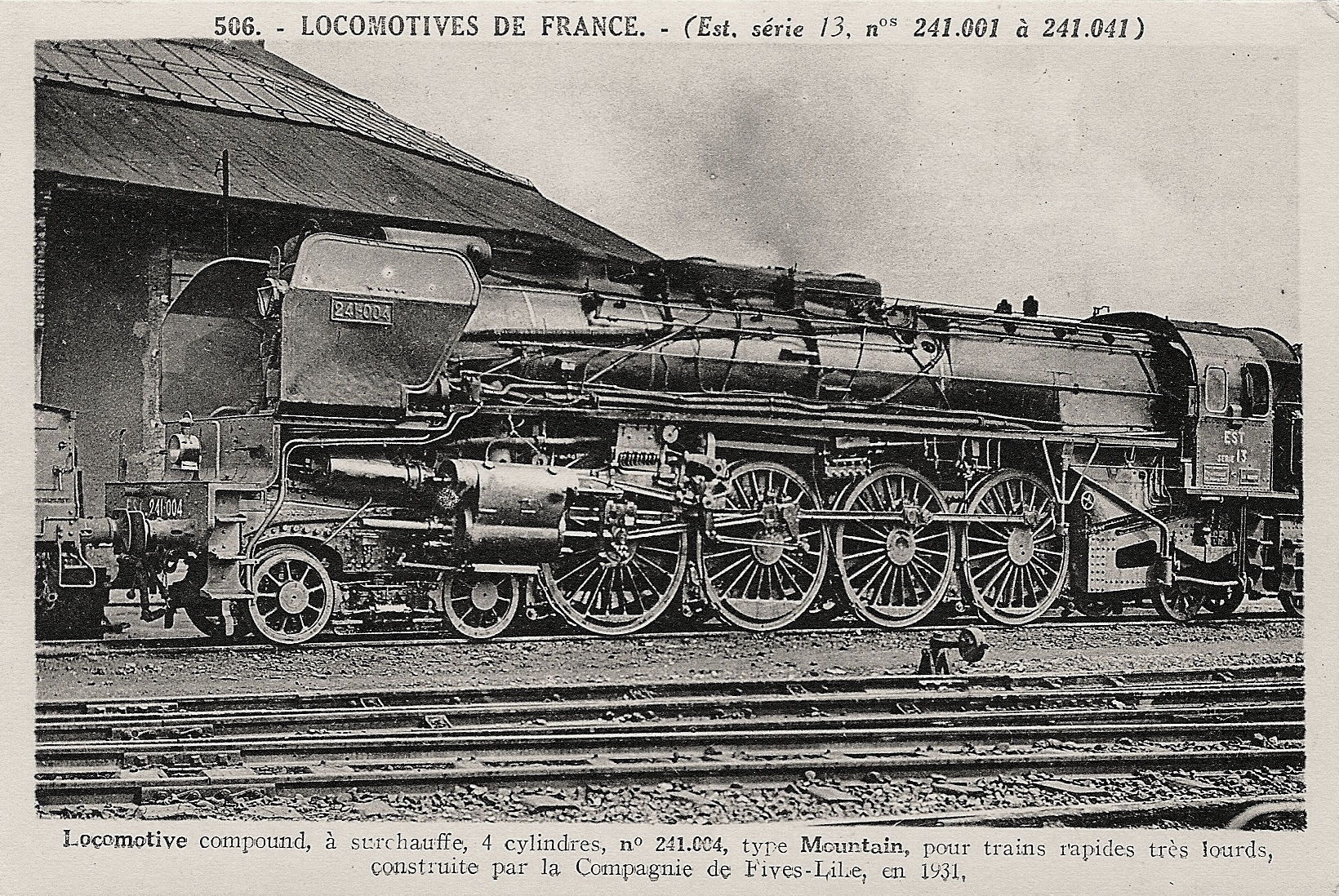
La 241-004 Est.

- Surface de surchauffe : 70 m2
- Nombre de cylindres : 2 HP + 2 BP
- Diamètre cylindres HP : 425 mm
- Course pistons HP : 720 mm
- Diamètre cylindres BP : 660 mm
- Course pistons BP : 720 mm
- Timbre de la chaudière en service : 20 hPz, puis 18 hPz (respectivement bar)
- Diamètre des roues motrices : 1 950 mm
- Diamètre des roues du boggie : 1 050 mm
- Diamètre des roues du bissel : 1 080 mm
- Masse à vide : de 110,5 t à 113 tonnes
- Masse en ordre de marche : 120,5 à 123 tonnes
- Masse adhérente : 77 à 78,5 tonnes
- Longueur hors tout de la locomotive seule : 16,01 m
- Puissance maximale à la jante : 2 576 kW
- Effort de traction maximal : 176 kN
- Vitesse maxi en service : 120, puis 105, enfin 110 km/h

Tender :
- Tare du tender :  tonnes
- Capacité en eau : 35 m3
- Capacité en charbon : 9 tonnes
- Masse du tender en ordre de marche : 72,9 tonnes
- Masse totale locomotive + tender : 194,2 tonnes
- Longueur du tender : 9,95 m
- Longueur totale locomotive + tender : 25,96 m

## Locomotives préservées
Deux machines sont préservées :
- la 1-241 A 1 et son tender le 1-35 A 1 est conservée à la Cité du train de Mulhouse.
- la 1-241 A 65 et son tender 1-35 C 41 est exploitée en Suisse. Découvrez quelques informations supplémentaires quant à son sauvetage ou sa seconde vie active.

## Modélisme
Les 1-241 A ont fait l’objet de reproductions à l'échelle HO par divers fabricants et artisans. Les artisans français JCR et Flèche d'Or les ont reproduites principalement en métal photo-gravé et à monter par l'amateur. Les fabricants de haut de gamme suisse Lemaco et allemand Micro-Metakit en ont fait des modèles exceptionnels en laiton montés et peints. Il y a bien longtemps, elles avaient fait l’objet d'une évocation par La Maison des Trains (structure en bronze montée sur des châssis Fleischmann ou Märklin). Plus récemment Märklin/Trix a réalisé les modèles 241 A 65 (locomotive préservée), EST 241(A)-002 série 13 (service 1933) décoré d'une livrée verte fantaisiste et EST 241(A)-004 série 13 en livrée noire conforme.
À l'échelle O, Marescot puis Fournereau en ont fait une reproduction dans les années 40/50. L'artisan français JCR les a reproduites principalement en métal photo-gravé et à monter par l'amateur. Plus récemment, l'américain MTH en a réalisé diverses versions.